# 鹤洞大桥
鹤洞大桥，原名珠江第五桥，是中华人民共和国广东省广州市的一座双塔空间索拉复面斜拉桥，横跨珠江后航道，东连海珠区昌岗西路和工业大道，西与荔湾区芳村鹤洞路与芳村大道南相连接，是广州市跨江重要通道。大桥为双向六车道，总长2300米，主桥长648米，桥面宽30.3米，限速60千米每小时。
桥梁于1993年2月20日动工，1994年4月28日更名鹤洞大桥，大桥于1998年7月23日竣工通车。该桥曾多次进行维修，2003年9月5日至30日桥梁桥面局部维修。2010年年初，桥梁为解决桥底落石问题进行维修。2011年9月26日开始，桥梁昌岗立交部分匝道因产生裂缝维修。2012年3月8日，桥梁部分匝道因渗水和裂缝开始维修。桥梁于2017年1月1日停止收费。2021年8月13日至2022年1月10日0时，桥梁因技术状态降低，且拉索已过使用年限而进行“大中修”。

## 概况

### 基本信息

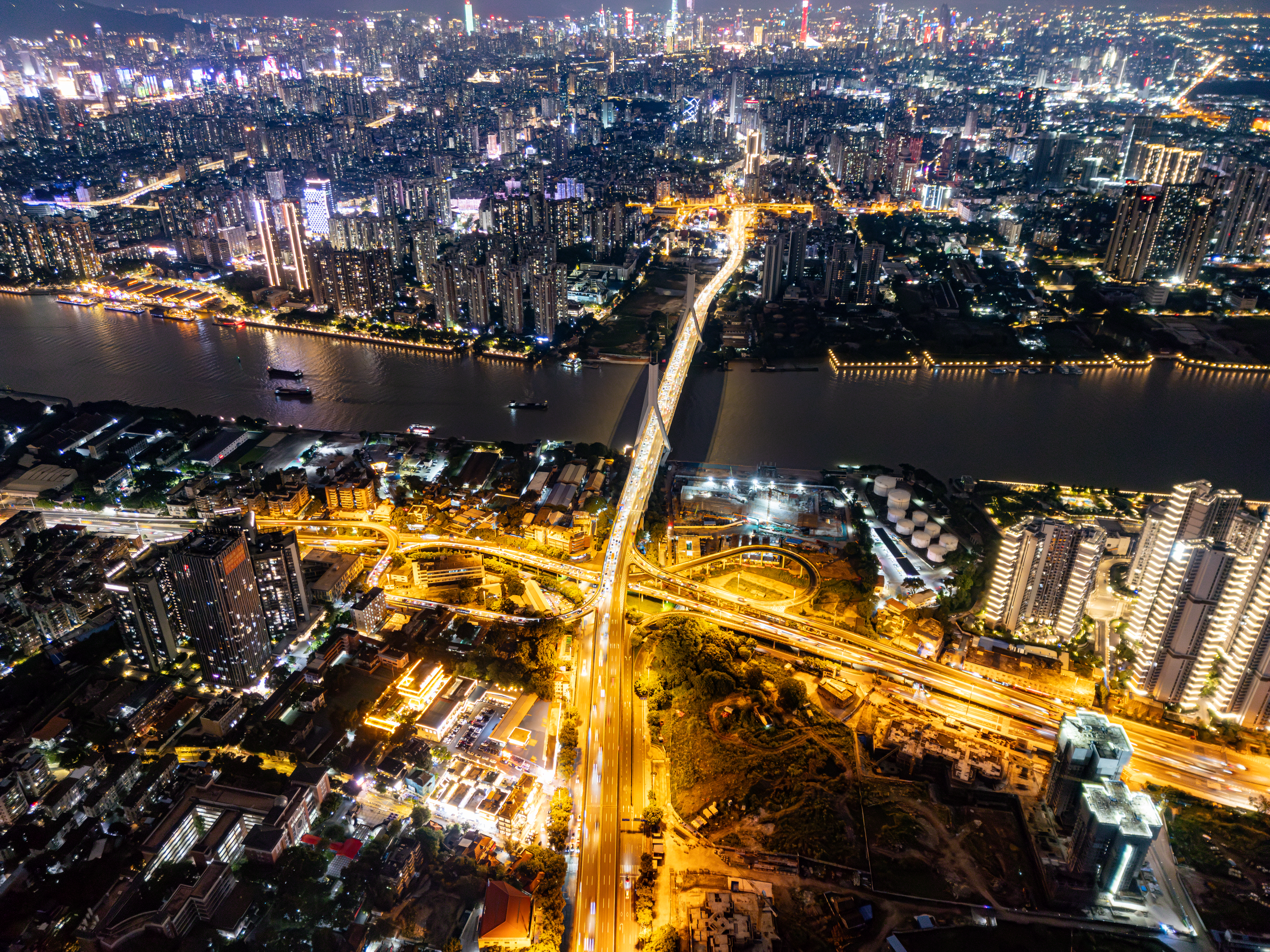
广中立交（鹤洞立交）夜晚景象

鹤洞大桥因位于芳村白鹤洞而得名，横跨珠江后航道白蚬壳水域，为广州市跨江重要通道，按50年使用年限设计。桥梁西岸连接荔湾区芳村鹤洞路与芳村大道南，东岸连接海珠区昌岗西路和工业大道。桥梁西岸设广中立交（鹤洞立交），东岸设置昌岗立交。桥梁桥面为双向6车道，设计车速60千米每小时。

### 桥梁结构
桥梁系双塔空间索拉复面斜拉桥，分别由水上主桥、东西两岸引桥、两座桥塔其各立交匝道组成，主桥路段呈西南至东北方向布置。全桥总长2300米，主桥长648米，采用（144+360+144）米跨径布置，主跨跨径为360米，桥下通航净高34米。桥面宽30.3米，其中单向车行道总宽为11米。大桥为斜拉桥，两桥塔高128.45米，共有144条斜拉索，最长的一条长度为191米。

## 建设历程

### 背景
桥梁建成前广州市中心与芳村间交通需绕行珠江大桥或珠江隧道，或乘坐候船时间较长的轮渡往返。建设该桥原本旨在缓解广州西出口的交通紧张情况，并结束当地汽车摆渡历史。建成后将成为首条连接芳村与海珠区的桥梁。

### 实施
该桥工程的实施由广州市市政管理局园林局负责，建设则由香港新世纪集团与广州市隧道开发公司合作完成，设计由广州市市政工程设计研究院承担，施工则由交通部四航局和上海基础公司完成，1993年2月20日桥梁动工，最初命名为“珠江第五桥”。广州市人民政府于1993年4月28日批准该桥更名为鹤洞大桥。大桥东、西两座主塔于1997年6月23日封顶，次年1月18日桥梁完成合拢。
1998年7月23日大桥竣工，共投资2.74亿元，结束芳村与海珠两岸仅可通过轮渡交通历史。桥梁竣工首夜仅开放供行人通行，以庆祝桥梁建成。大桥建成时为广州市区跨度最大桥梁，亦是国内混合体系工字钢叠合梁斜拉桥中工艺最复杂桥梁 。

## 利用状况
鹤洞大桥日均车流量双向近13万车次，是该市最繁忙道路之一，其建成缓解人民大桥及珠江隧道交通紧张。除承担来往海珠西部与芳村两地间交通压力，桥梁亦承担大量广州市区至佛山南海车流，早晚高峰期间时常拥堵。

有居民称该桥车道常因维修而封闭收窄，桥上交通拥堵亦因此加剧。《南方都市报》曾指出桥梁老化较为快速，建成仅十余年就已“老态龙钟”，维修次数频繁，并称：
|                                                    | 大桥老化问题严重及带来的一系列问题却考验着广州这座城市的公共领域执政能力。 |
| ——南方都市报记者 陈坚盈，. 南方都市报. 2010-02-24. |                                                                            |

## 收费
鹤洞大桥在建成初期实行双向按次收费，且并未纳入当时广州的月票通行桥梁范围内，通行车辆（除部分特殊车辆外）需缴纳3—30元不等的单次通行费。2001年，包括鹤洞大桥在内的广州市原有收费“八桥一隧”纳入年票制，鹤洞大桥不再收取过路费，广州本地的车辆改为车辆年审前统一收取年票费用；同年12月15日，广州市开始对进入广州城区的外地车辆收取路桥隧道通行费，鹤洞大桥利用原收费设施实施收费。
2017年1月1日，广州市取消车辆通行费年票制，向外地车辆收取的通行费亦被取消。同年4月鹤洞收费站拆除。

## 非机动车通行
大桥在建设之初规划设置人行道，但由于车道宽度已为规范规定最小值，人行道被迫取消，非机动车也无法通行。在2023年6月，因应广州市电动自行车通行管理政策调整，广州台记者走访当时未设置非机动车道的鹤洞大桥，有违章的电动自行车在桥上行驶。
2023年12月15日，《广州市电动自行车通行管理措施》实施，当中规定未设置独立非机动车道的桥梁等全天禁止电动自行车通行，鹤洞大桥也在此范围内。方案实施当天，鹤洞大桥加强管控措施，非机动车只能通过白蚬壳码头和白鹤洞码头，乘坐水上巴士来往海珠区和芳村，导致该两个码头一度非常繁忙。16日，广东台记者发现大桥双方向的右侧各新增了一条非机动车道，且非机动车禁止通行的标识已移除，当局承认非机动车可以经非机动车道上桥。
但时隔3日后，央广网记者到上桥位走访，却被执勤交警告知“桥上还没有设置非机动车道和标识”“目前电动自行车不能上桥”“现场划线区域的用途需待官方通报为准”，而交警也在拦截试图上桥的电动自行车。至此，鹤洞大桥上双方向右侧均划有宽约1米的划线区域，但当局并未认可非机动车上桥为合法行为。

## 修理维护

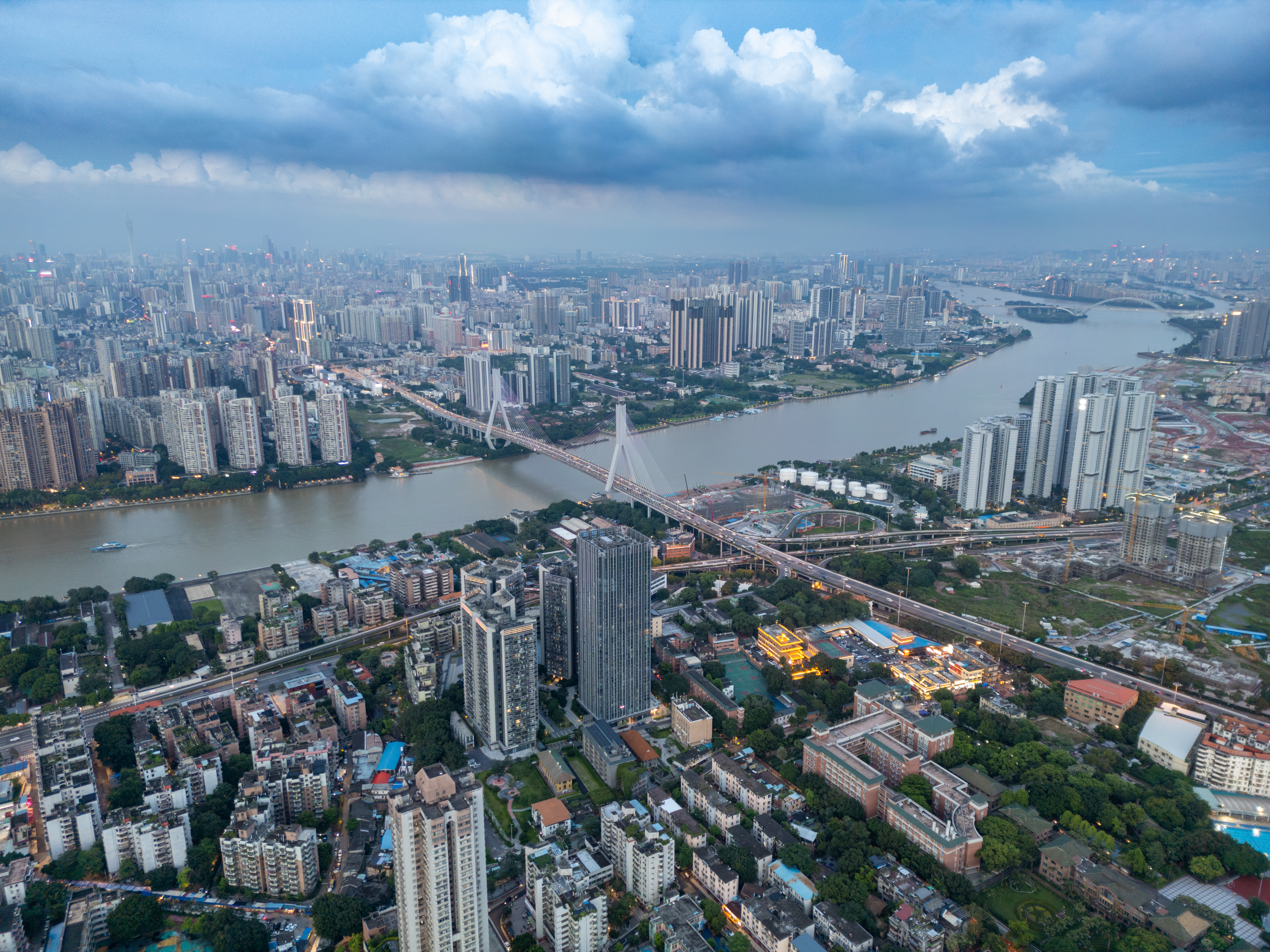
鹤洞大桥远景

### 桥面局部维修
2003年9月5日至30日，由于桥梁日车流量增大，且因较多大车行经该桥，造成桥面混凝土铺装层多处坑槽、碎裂。桥梁全天候进行局部维修，保留双向四车道正常通行。

### 桥梁底部落石
2007年，信息时报收到广州第一橡胶厂工人师傅反映，昌岗西路厂区大门上方的桥梁底部水泥块掉落情况时有发生，持续时间长达两年。记者发现桥底部水泥块松动并伴有有黄色水流痕迹，为了避免鹤洞大桥石碴掉落伤及路人，维修工人布设绿色尼龙网，周围工人担忧防护网无法承接掉落石块，对上下班职工安全仍有威胁。桥梁管理部门则表示情况系桥梁表层脱落，不会影响大桥安全，并承诺尽快进行修复。
2010年年初，为解决桥底落石所带来的隐患，广州市城投新三桥管理有限公司开始对大桥进行大规模维修，维修面积逾4.7万平方米，期间桥面进行半封闭，全部拆除桥梁梯桥发生剥落的部位，修复工程于同年6月底竣工，大桥限重由50吨下调至30吨。

### 桥梁匝道维修
2011年9月26日，因多次出现裂缝，桥梁工业大道中通往昌岗立交处入口匝道开始封闭维修，负责大桥养护的公司表示，每天有大约1400辆载重超过30吨的货车行经大桥，并表示超载的货车对大桥安全构成威胁，但广东省政府并未在该处设定固定治超点，执法部门无权查处超载行为。
2012年3月8日起，桥梁昌岗西立交B匝道（工业大道南往西方向）再次临时封闭进行维修，桥梁桥面铺装和梁板开裂并且出现渗水，《广州日报》记者走访表示未发现桥面明显裂缝；桥梁底部水泥出现裂纹并伴有脱落，桥梁养护公司表示此次裂纹与上次不在同一位置，裂纹产生原因仍为超载车辆行经桥梁。维修预计耗时1至2个月。匝道入口处已设置警示牌引导过往车辆绕行其它匝道上桥，封闭对公交线路影响较小，故公交并未改道。

### 桥梁“大中修”
因该桥斜拉索超期使用，且桥梁出现多处病害，经专业机构检测后发现技术状况已降至D级，须限期进行大修。2021年8月13日桥梁开始实施全封闭“大中修”。工程将包括拆除与更换主桥斜拉索等内容。大修完成后计划彻底消除桥梁的结构性病害，完成桥梁景观提升及噪音治理工作。
芳村与海珠两地间交通因桥梁封闭，须乘水巴或绕道通行。乘轮渡的居民称乘轮渡拖延交通时间，并称轮渡“又热又慢”，且有较浓烈柴油气味。负责该线路的广州公交集团客轮公司延长水巴营运时间，并采取不定时即靠即走等提升疏运能力方式，以应对客流。封闭首日，芳村与海珠两码头间工作日6:00-10:15时段客运量较封闭前一周周一上升764人次。桥梁封闭后车主常绕行洲头咀隧道，亦使得隧道较为拥堵。
2022年1月10日0时桥梁桥面恢复通车，道路整修后较原更加平整，位于昌岗西路的原收费站处大桥桥底将继续施工至春节前夕，数条因桥梁封闭而被迫绕行的公交线路恢复经大桥通行。

## 事件

### 桥梁景观灯起火
2008年12月26日晚约19时10分，桥梁西侧桥塔南面斜拉索上的景观灯发生起火事故，并波及铁索拉索。目击者称有人在起火前拉扯桥塔周围电线，桥索上彩灯随之熄灭，而后火苗由西桥塔底出现，燃烧一段时间后，目击者描述：“火花好似放焰火般从斜拉索上散落”。交警起初封闭三条车道，后留出一条车道供车辆通行，桥梁西往东方向因此发生严重堵塞。烧坏的景观灯胶圈和着火后胶皮凝固的黑点分布在桥面；用于固定景观灯的铁质柱子亦被火烧黑。
消防到达现场后，由于火点距地面达约100米左右，消防车无法接触、扑灭较高处火焰，最终耗时约4小时，于11时30分左右将火扑灭。初步怀疑系电线短路导致火灾，记者无法联系负责桥梁管护的新三桥公司，尚未得知桥梁质量是否受到影响。

### 桥梁护栏电缆起火
2023年4月15日下午4时30分许，桥梁护栏处鹤洞桥光亮工程电缆线起火，火焰顺延隔音护栏与电缆线继续燃烧，目击者称时伴随类似于电焊时发出的电弧与爆炸声，产生光线较为刺眼。后火警与消防到达现场，交警封闭桥梁东往西方向及桥下道路，造成交通堵塞；消防于当日下午5时34将火熄灭，并恢复桥梁通行。燃烧后桥梁出现一缺口并有约10米电缆被毁，已被护栏围蔽并有工作人员施工抢修。起火原因尚未明了。